# Ludwig Turek
Ludwig Turek (* 28. August 1898 in Stendal; † 9. November 1975 in Ost-Berlin) war ein deutscher Schriftsteller.

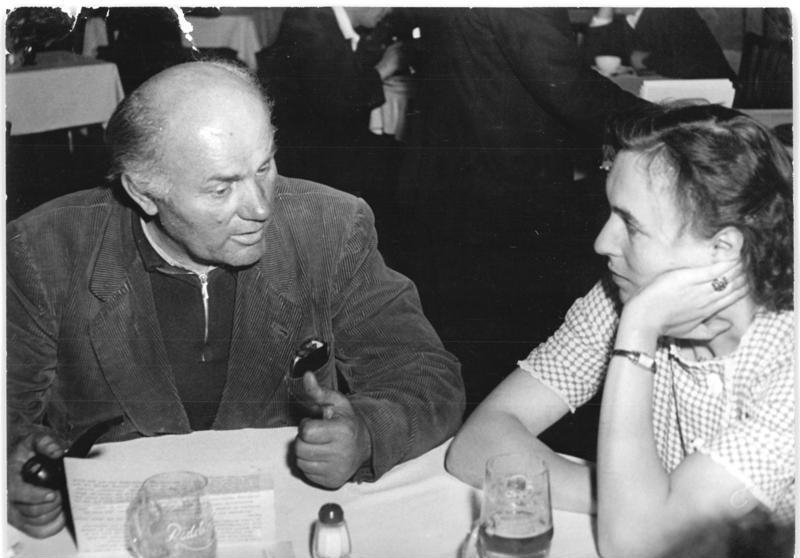
Ludwig Turek 1952 im Gespräch mit der Zeichnerin Elizabeth Shaw

## Leben
Turek wurde als Sohn eines Schlossers in ärmlichen Verhältnissen geboren. Nach dem Schulbesuch übte er verschiedene Tätigkeiten aus (Kleinknecht, Buchdrucker, Schriftsetzer). Im Ersten Weltkrieg wurde er zum Kriegsdienst eingezogen, desertierte aber. Daraufhin wurde er zu Haft verurteilt und kam in die Festung Spandau. Die Umbrüche der Novemberrevolution brachten Turek 1918 vorzeitig die Freiheit. Durch die gemachten Erfahrungen kam er zur kommunistischen Bewegung; zuerst war er aktiv im Spartakusbund, dann trat er in die KPD ein und betätigte sich politisch. 1920 kämpfte er in der Roten Ruhrarmee.
Einer Einladung folgend, lebte er 1930 bis 1932 in der Sowjetunion. Die Entwicklung in Deutschland hin zum Nationalsozialismus veranlasste ihn 1933 zur Emigration nach Frankreich. Hier stellte der Schriftsteller André Gide ihm in Paris von November 1933 bis Juni 1934 eine Unterkunft in seiner Wohnung zur Verfügung und arbeitete er u. a. auch als Kapitän auf einem Segelschiff. Bereits 1940 kehrte Turek nach Deutschland zurück und lebte und arbeitete in der Illegalität. Seine Lebenserfahrungen und Abenteuer verarbeitete er in verschiedenen Romanen, deren erster (Ein Prolet erzählt, Malik Verlag Berlin, noch als „Ludwig Tureck“) 1929 veröffentlicht wurde.
Nach dem Ende des Zweiten Weltkrieges arbeitete Turek in Ost-Berlin als freier Autor, schrieb zahlreiche Romane und Drehbücher für Filme. In der DDR galt Turek als Arbeiterschriftsteller, er verfasste auch Jugendbücher. Besonders erfolgreich erwies sich sein autobiographischer Bericht Ahoi, dufte Wanne, der seine 1930 bis 1933 von Kiel über Leningrad nach Moskau zunächst in einem Faltboot, später mit dem für ihn gebauten 19-Meter-Jollenkreuzer auf Flüssen und Meeren unternommene Europa-Reise, über die Wolga, den Don, das Schwarze Meer, durch den Bosporus ins Mittelmeer zur Côte d’Azur und bis Spanien und Paris beschreibt, die ihm die Tantiemen für die russische Buchausgabe von Ein Prolet erzählt ermöglichten.
Das DDR-Fernsehen drehte 1973 einen Dokumentarfilm über ihn und sein Leben, Turek erzählt (Regie: Richard Cohn-Vossen). Der Rundfunk der DDR produzierte 1977 Wolfgang Kohlhaases Hörspiel Die Grünstein-Variante – Eine Geschichte in Erinnerung an Geschichten, die Ludwig Turek erzählt hat, Regie: Günther Rücker und Barbara Plensat, Musik: Tilo Medek, Dramaturgie: Wolfgang Beck mit Kurt Böwe, Rolf Ludwig u. v. a., welches im selben Jahr in Venedig mit dem „Prix Italia for drama“ ausgezeichnet wurde.
Turek wurde auf dem Zentralfriedhof Friedrichsfelde beigesetzt. 1985 gab es in einer Koproduktion zwischen DEFA und dem WDR in der Regie von Bernhard Wicki eine Verfilmung seines Hörspiel-Stoffes.

## Darstellung Tureks in der bildenden Kunst
- Elisabeth Holz-Averdung: Ludwig Turek (Tafelbild, Öl, um 1958)[4]

## Werke: Romane, Erzählungen, Drehbücher

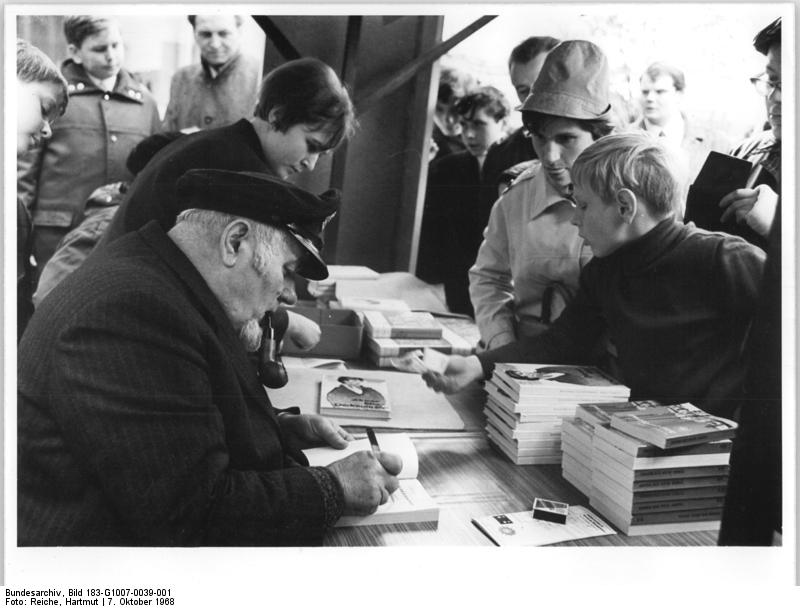
Ludwig Turek signiert Bücher, Berlin 1968

- Ein Prolet erzählt 1929: autobiografischer Roman, in der DDR 1957 verfilmt unter dem Titel Gejagt bis zum Morgen (Regie: Joachim Hasler)
- Die Freunde 1947
- Klar zur Wende 1949: Reisebericht über Tureks Abenteuer in Frankreich
- Die goldene Kugel 1949: Roman über Außerirdische von der Venus, die in irdische Klassenkämpfe verwickelt werden; gilt als erster Science-Fiction-Roman der DDR
- Die letzte Heuer 1950: Roman über den Kampf von Seeleuten gegen den Nationalsozialismus in Deutschland, 1951 von Ernst Wilhelm Fiedler verfilmt
- Unser täglich Brot 1949, verfilmt von Slatan Dudow
- Anna Lubitzke 1952: Roman über die aufopferungsvolle Arbeit der Berliner Trümmerfrauen, 1961 von der DEFA verfilmt unter dem Titel Steinzeitballade (Regie: Ralf Kirsten, mit Gisela Rimpler, Elsa Grube-Deister, Friedel Nowack)
- Herbert Bachmanns große Reise 1952
- Mittelstürmer Werner Schwing 1954
- Palermo auf richtigem Kurs 1955
- Das Brennholz 1959
- Familie Nagelschwert 1961
- Ich war kein Duckmäuser 1967
- Die Liebesfalle, 1970, einzelne Episoden von der DEFA 1976 als Liebesfallen verfilmt (Regie: Werner W. Wallroth, mit Marianne Wünscher, Fred Delmare, Eva-Maria Hagen)
- Ahoi, dufte Wanne, 1974 (Folgeauflagen 1975 und 1981)
- Mein Freund Bruno, 1975

## Ehrungen
- Im Berliner Bezirk Treptow-Köpenick, Ortsteil Köpenick, wurde im September 2008 die Ludwig-Turek-Bibliothek in der Seelenbinderstraße geschlossen[5]
- In Berlin-Kaulsdorf trug eine Polytechnische Oberschule in der Adolfstraße von 1974 bis 1993 den Namen Ludwig Turek.
- in Kaulsdorf, seit 2001 Ortsteil des Bezirks Marzahn-Hellersdorf,  gibt es seit Januar 2004 einen Ludwig-Turek-Platz, im März 2005 umbenannt in Ludwig-Turek-Straße.